# ゲティスバーグの古戦場

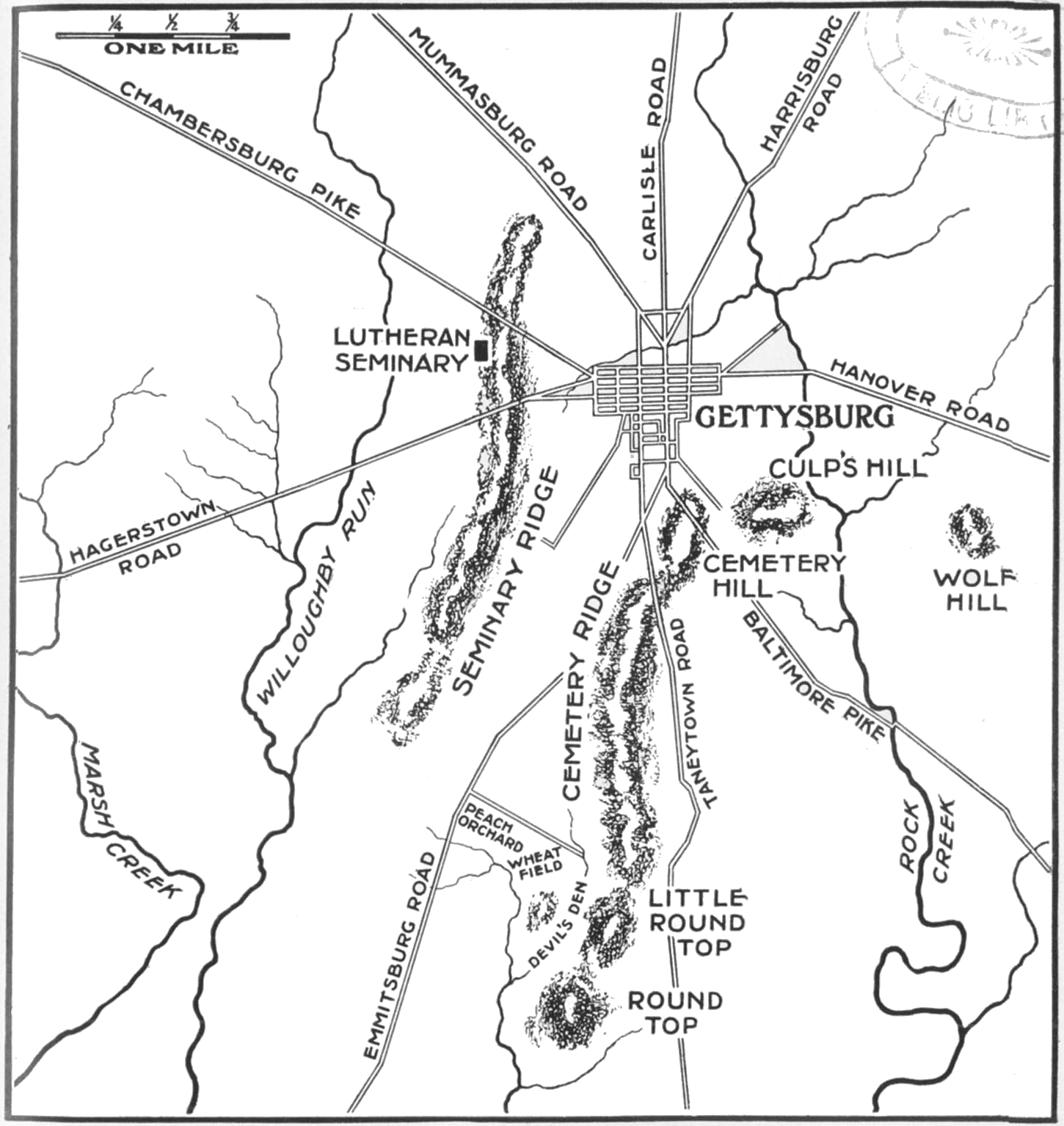
ゲティスバーグの戦場地図

ゲティスバーグの古戦場（ゲティスバーグのこせんじょう、英:Gettysburg Battlefield）は、1863年7月1日から3日に、ペンシルベニア州アダムズ郡の郡庁所在地ゲティスバーグ市とその周辺で、ゲティスバーグの戦いが行われた場所である。当時の人口は約2,400人だった。現在は連邦政府が所有し管理する2つの地域、「ゲティスバーグ国立軍事公園」と「ゲティスバーグ国立墓地」となっている。「ゲティスバーグの戦場歴史地区」は他の民間が所有する資産と一部重なり、一部を保護している。

## 1863年の戦場

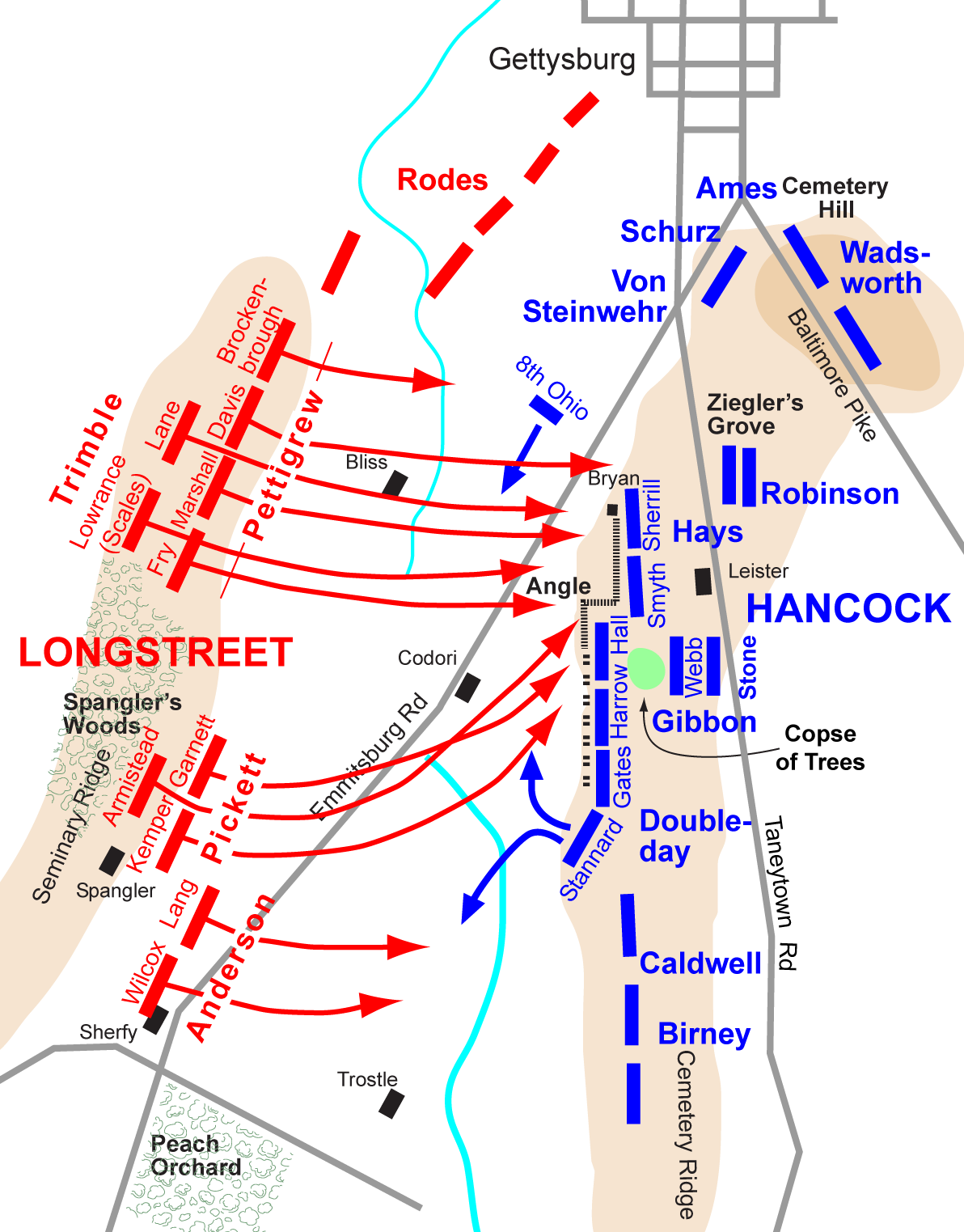
ピケットの突撃

この町は近くのペンシルベニア州とメリーランド州の町を繋ぐ道路網の中心にあり、チェンバーズバーグ、ヨークおよびボルティモアに向かう管理状態の良いターンパイク（有料道路）もあったので、その道を下ってきた大規模な軍隊が自然と集まる地形にあった。
北西には一連の低い平行に伸びる尾根がキャッシュタウンやチェンバーズバーグの町に繋がっている。ゲティスバーグに一番近いセミナリーリッジはその頂部にあるルーテル派神学校に因んで名付けられている。その外側にはマックファーソンリッジ、ヘルズリッジ、そして最後にサウス山がある。セミナリーリッジの北に延びたオークリッジにはオークヒルがあり、町の北を見張らせる砲台の適地である。
町の直ぐ南には標高503フィート (153 m) のセメタリーヒルがあり、町との高低差80フィート (24 m) のなだらかな斜面がある。この丘はその頂部にエバーグリーン墓地（民間所有）があるのでそう名付けられた。エイブラハム・リンカーンによって除幕された有名なゲティスバーグ軍人墓地はこの丘の一部にある。これに隣接して東には同じような標高のカルプスヒルがあり、わずかな鞍部で2つの識別できる丘に分かれ、樹木が多く、また岩も多い。セメタリーヒルとカルプスヒルはリチャード・イーウェルの第2軍団によって戦闘の間猛攻にあった。
セメタリーヒルから南に延びているのはセメタリーリッジと呼ばれるやや高い地形であるが、リッジ（尾根）という言葉を使うほどのものではなく、周りの地形との標高差は40フィート (12 m) に過ぎず、リトルラウンドトップまで斜面があって低く樹木のある土地となっている。セメタリーリッジの北端には樹木の群落と、2箇所で90度に折れ曲がった石壁がある。この折れ曲がった場所は「アングル」という渾名があり、また南軍の「最高到達点」でもある。この地域と近くのエミッツバーグ道路上のコドリ農園は戦い3日目のピケットの突撃が進行した場所であり、2日目にもリチャード・H・アンダーソン師団の猛攻があった。
この風景で目立つのが南のラウンドトップである。リトルラウンドトップは岩の多い、近くのプラムランからの標高差で130フィート (40 m)の急斜面があり（標高は海抜550フィート (168 m) である）、巨岩がゴロゴロしている丘である。その南西に最も目立つ巨石群があり、その幾つかは居間ほどの大きさがあり、デビルズデン（悪魔の住み家）と呼ばれている。当時の地元の者にはシュガーローフとも呼ばれていたビッグラウンドトップはリトルラウンドトップよりも116フィート (35 m)高い。その急斜面は樹木が多く、その高さを馬に曳かせた大砲を昇らせ、周りの樹木を払うという労力なしでは大砲を据えるに向かなくしていた。リトルラウンドトップには樹木が無いが、その急斜面と岩の多い地形のために、大砲を大量に引き上げるのは難しかった。しかし、セメタリーヒルは砲台に最も適した場所であり、セメタリーリッジの北軍前線やそれに近付く地域をすべて見通すことができる。リトルラウンドトップとデビルズデンは戦闘の2日目、ジェイムズ・ロングストリート軍団のジョン・ベル・フッド師団による猛攻の重要な地点だった。2つのラウンドトップの間のプラムランとデビルズデンによって構成される渓谷は、当時「死の谷」という名前を貰った。
ラウンドトップから北西、エミッツバーグ道路の方向に、小麦畑、ローズウッドの林、および桃の果樹園がある。2日目の戦闘でダニエル・シックルズ将軍が注目した様に、この地域はセメタリーリッジ南端の低地から約40フィート (12 m) 高い。これらの地域は戦闘2日目のラファイエット・マクローズ師団による猛攻の舞台となった。

## 戦場跡の保存

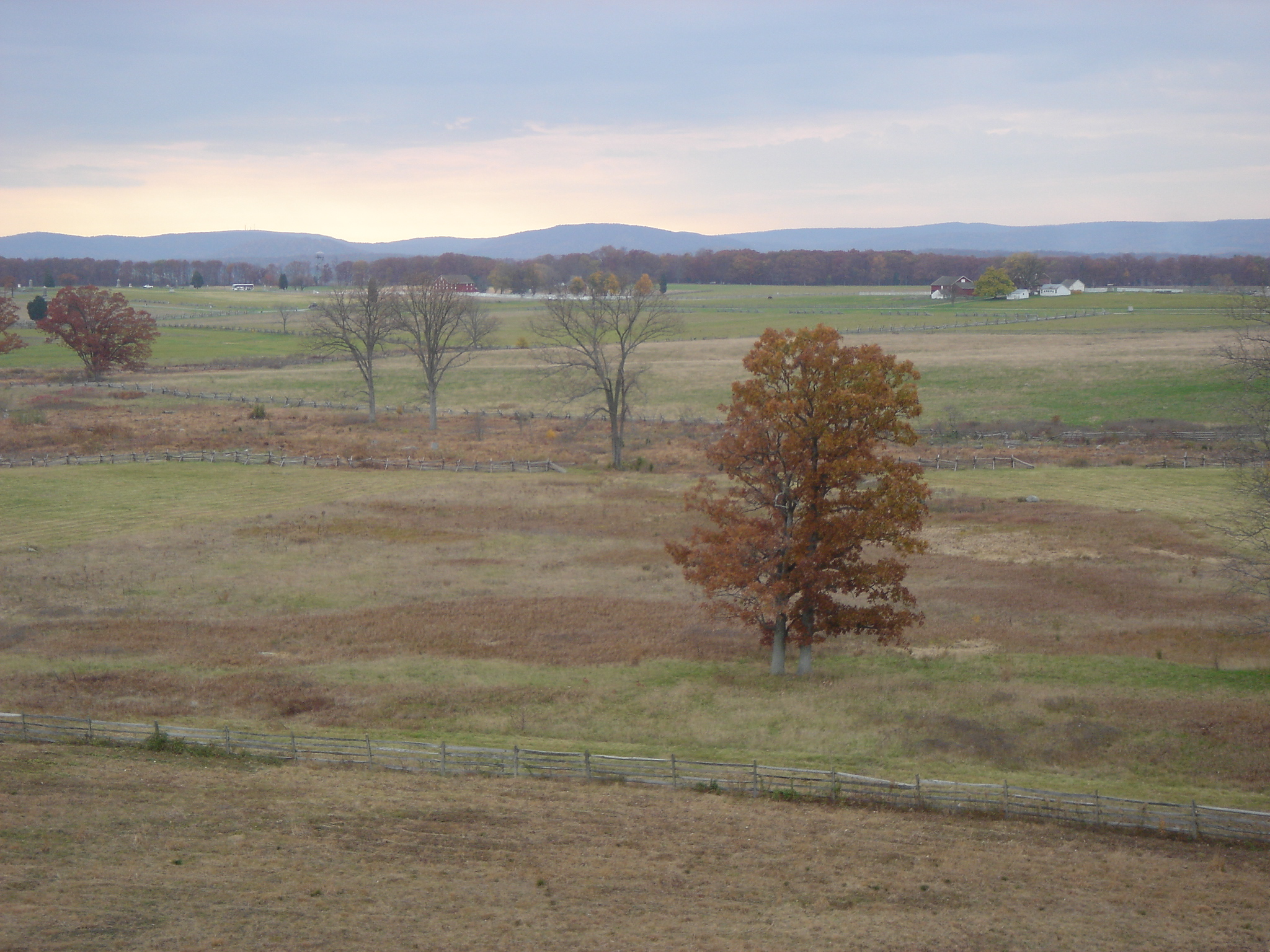
戦場跡で未開発の部分

この戦闘の後、ポトマック軍とゲティスバーグ市民は愕然とさせられるような重荷を残された。戦場には7,000人を越える死者が散乱し、家屋、農園、教会および公共の建物は30,000人を越える負傷者を治療するために大わらわだった。死んだ兵士と何千もの動物の死骸からの悪臭が辺りを圧倒した。町の東には大量のテント村ができて、兵士達の治療に当たり、ポトマック軍軍医長ジョナサン・レターマンに因んでキャンプ・レターマンと名付けられた。死者や動物を埋めるために請負人との契約が結ばれ、その大半は倒れていた場所近くで埋められた。

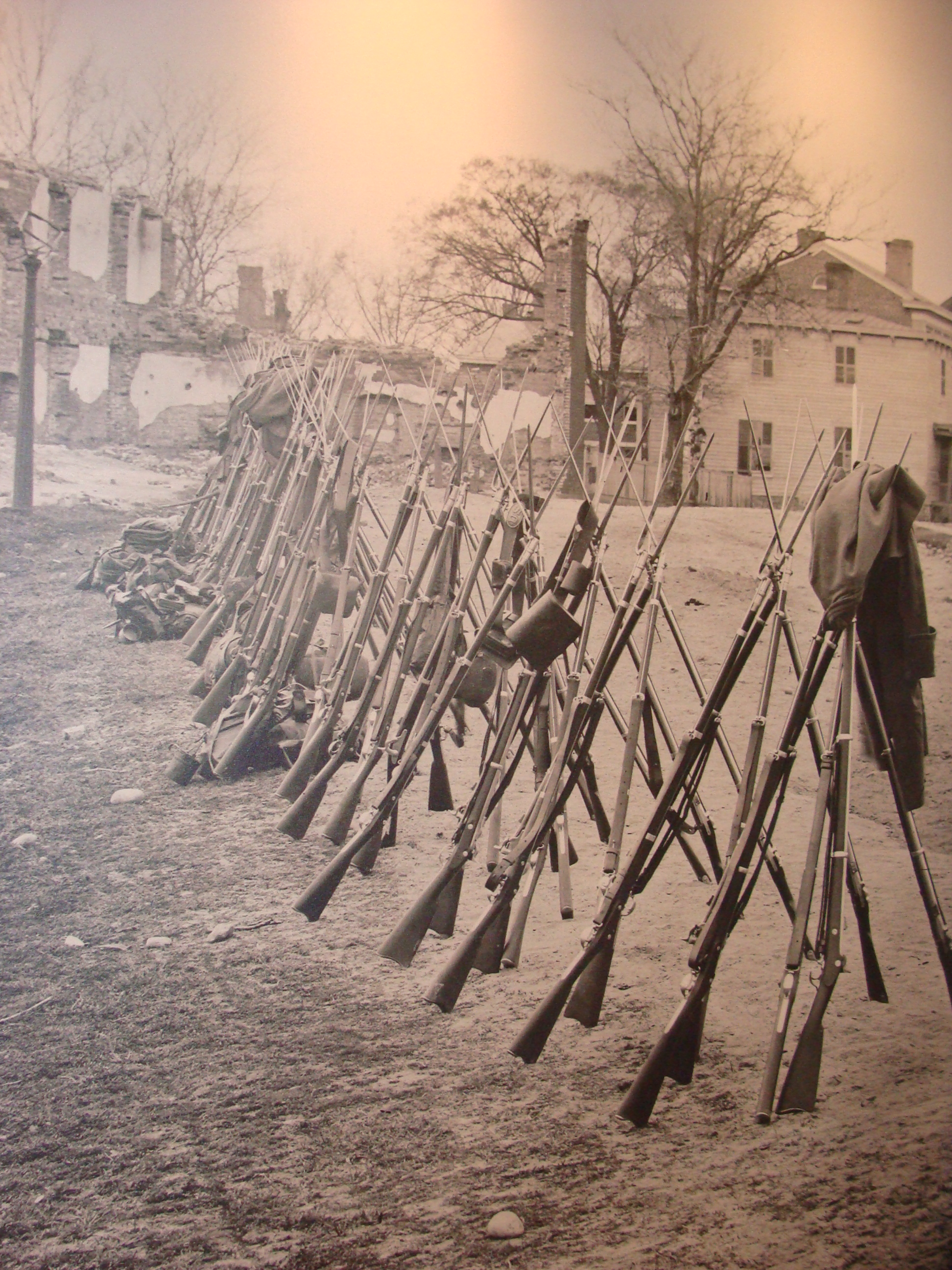
1865年頃のゲティスバーグ、北軍兵がそのマスケット銃を立てかけている。

ゲティスバーグに住んでいる2人の弁護士、デイビッド・ウィリスとデイビッド・マッコーニイが即座に町の再生とそこで倒れた人々の記憶保存を支援する仕事を始めた。戦闘から1週間後、ペンシルベニア州知事アンドリュー・カーティンはゲティスバーグの戦場跡を訪れ、州出身の古参兵を見つけ出して適切な埋葬を行うことへの関心を表明した。ウィリスは直ぐにエバーグリーン墓地に隣接する17エーカー (69,000 m2) の土地を購入するよう手配したが、ペンシルベニア州の古参兵を優先しようという考え方は間もなくあらゆる北軍兵の栄誉を称える方向に変化した。
マッコーニーは遺跡保存するための私有地600エーカー (2.4 km2) の購入に関わった。保存する場所の優先度はカルプスヒル、イースト・セメタリーヒルおよびリトルラウンドトップに与えられた。1864年4月30日、ゲティスバーグ戦場跡記念協会が、「武勇の偉大な功績...およびこれら戦場を輝かしいものにする顕著な出来事」の跡を残すために結成され、マッコーニーの持ち分を加えることを始めた。1880年、共和国グランド・アーミーが記念協会とその土地を統率した。

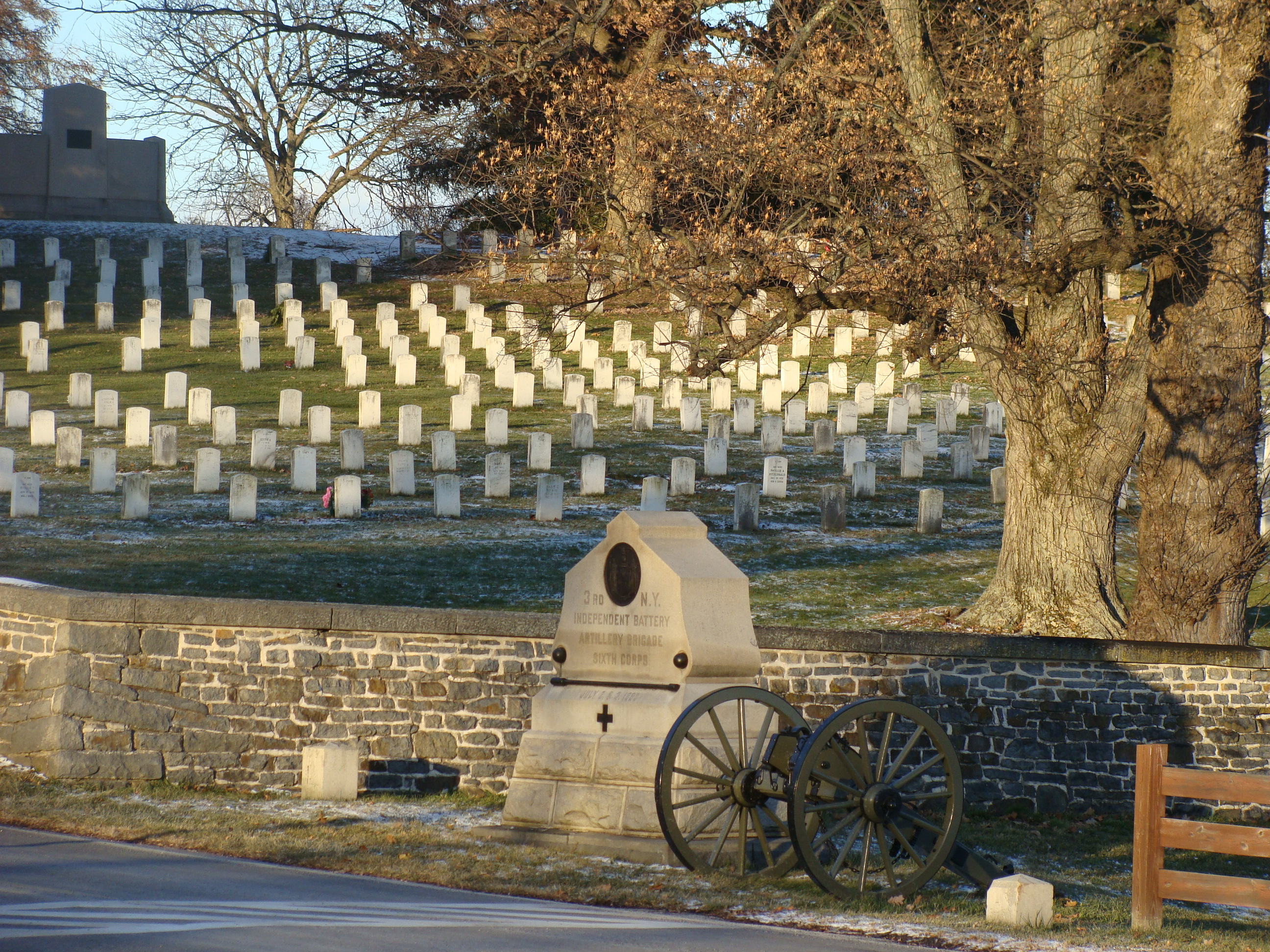
ゲティスバーグ国立軍事公園内部の墓地

1863年11月19日、エイブラハム・リンカーン大統領のゲティスバーグ演説をハイライトとする儀式で、兵士達の国立墓地が除幕された。この模様はデイビッド・バカラックが写真に収めた。その前夜、リンカーンはゲティスバーグのメイン・スクエアにあるウィリスの家に泊まり、そこは現在国立公園局が管理する史跡になっている。1864年3月に残っていた北軍兵の遺体3,512体が埋め直されてこの墓地は完成した。そこは1872年5月1日に国立墓地となり、管轄はアメリカ合衆国旧陸軍省に遷された。
戦場の埋葬地点から南軍兵の遺骸を除去することは戦闘後7年が経過するまで行われなかった。1870年から1873年まで、バージニア州リッチモンドとノースカロライナ州ローリー、ジョージア州のサバンナ、サウスカロライナ州のチャールストンの婦人記念協会の発案で、3,320体の遺骸が掘り出されてそれらの都市の墓地に送られ、2,935体はリッチモンドのハリウッド墓地に埋葬された。73体は故郷の墓地に移葬された。

### 観光と商業の発展

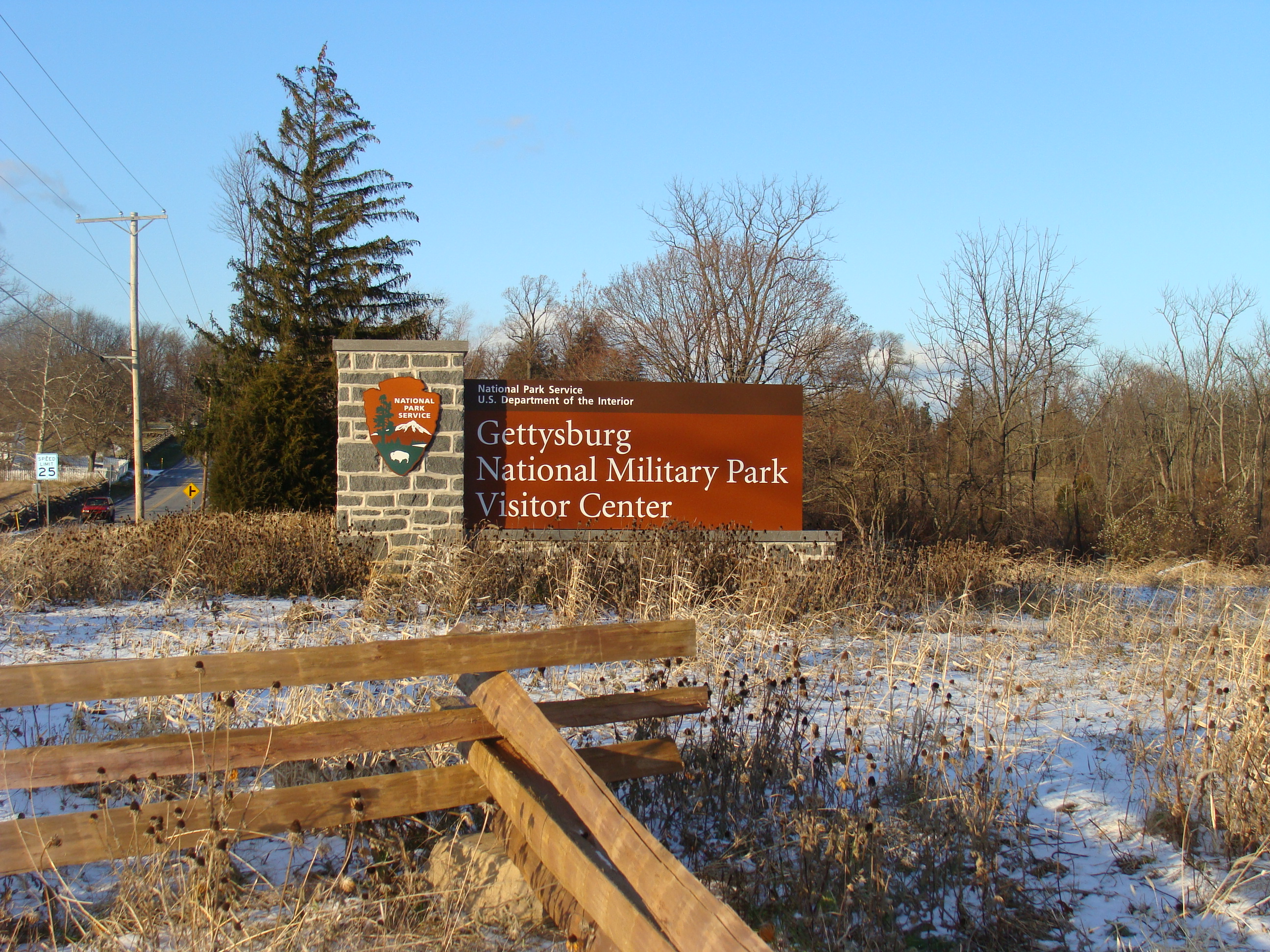
ゲティスバーグ国立軍事公園の入り口

戦闘が起こった後では、ゲティスバーグは観光客の注目を特に集めてきた。戦闘直後、兵士の多くの関係者が死者や負傷者を探しに訪れた。戦後、ゲティスバーグは東部の主要都市に近いということもあって、あらゆる戦場跡の中でも最も人気有る観光目的地の一つとなった。観光客の流入に伴って商業の発展が続いた。
1884年、ゲティスバーグ・アンド・ハリスバーグ鉄道が短い分岐線を完成し、ゲティスバーグからピケットの突撃の戦場を越えてリトルラウンドトップの東側まで走った。この鉄道会社は終点で13エーカー (53,000 m2) の土地を買収し、ラウンドトップ公園を造った。この公園には展示館、ポンプの付いた2つの井戸、設備の整った台所、写真撮影スタジオおよびその他幾つかの建物を備えた。ここは観光客の人気有る目的地になったが、間もなくアルコールの乱用、売春およびギャンブルを含む問題の餌食になった。1896年、鉄道会社はその資産をゲティスバーグ国立軍事公園委員会に売却したが、ラウンドトップ公園は直ぐに除去されなかった。1913年、カジノが追加された。この頃、多くの観光客が自動車で戦場跡を訪れることができるようになって、その人気が増した。鉄道の線路は最終的に1939年に取り払われ、展示場やダンスホールは解体された。
この戦場跡でもう一つ発展したのはウィリアム・H・ティプトンが所有するゲティスバーグ電気鉄道会社だった。1894年から1917年に政府がその資産を買い戻すまで、そのトロリー電車がゲティスバーグの町を出発し、エミッツバーグ道路を下ってピケットの突撃戦場跡を横切り、ピーチ・オーチャード（桃の果樹園）や流血の多かったホイートフィールド（小麦畑）を抜け、1863年7月2日以降「スローター・ペン」と呼ばれるプラムラン地域に誓いリトルラウンドトップの南を終点とした。ここにはもう一つの呼び物としてティプトン公園ができた。トロリーの線と鉄道の分岐線は私有地にあったが、まさに戦場跡の縁に位置した。
その後、戦場跡の縁にある私有地に393フィート (120 m) の高さを誇るゲティスバーグ・ナショナルタワーが1974年に立てられ、保存推進者を落胆させた。最後は国立公園局がこの塔を土地収用権の元に獲得する裁判所命令を得て、所有者には300万ドルを賠償し、2000年7月3日、公的な儀式とともにこの塔は破壊された。

### 著名な将軍達
ゲティスバーグで戦った北軍の将軍達は保存のために傑出した努力を払った。第5軍団のペンシルベニア予備役師団を指揮したサミュエル・クロウフォードは、戦闘におけるその貢献度を評価させたいという大きな望みがあった。クロウフォードはデビルズデンや死の谷を含む47エーカー (190,000 m2) の土地を購入し、この場所はクロウフォード公園と呼ばれるようになった。リトルラウンドトップの上に長さ120フィート (37 m) の建物である目立つ記念館を建てる計画を進め、そこにはこの地帯で戦った個々のペンシルベニア部隊全ての記念碑と記念品を収容することとされた。クロウフォードがティプトンにトロリー線の敷設権を1ドルで売ったことで保存推進者を怒らせることになった。
2人目の将軍はダニエル・シックルズであり、第3軍団長として7月2日に重傷を負った。シックルズは戦後アメリカ合衆国下院議員となり、戦場跡を国立軍事公園として統制し予算を付けることに大きな役割を果たした。1913年に行われた戦闘から50周年の行事の時は、シックルズが唯一生き残っている軍団長であり、戦場に自分の栄誉を称える記念碑が何故無いのかを尋ねられた。シックルズは「なぜかって、戦場全体が私の記念碑だよ」と答えた。

### 歴史と記念碑

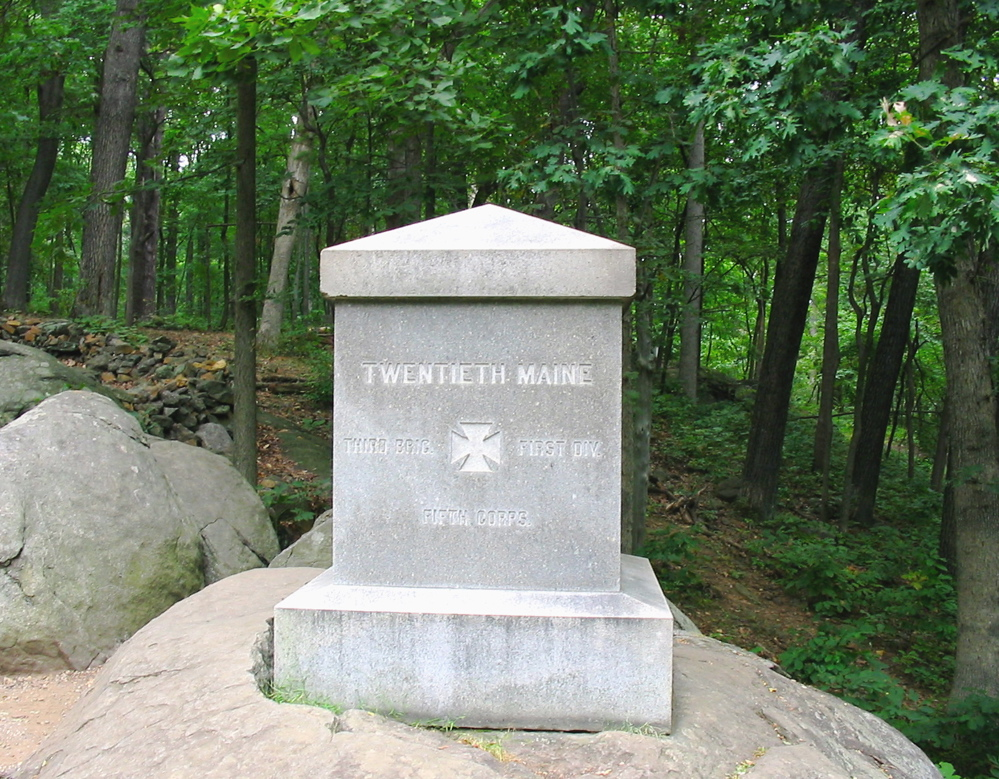
リトルラウンドトップにある第20メイン志願歩兵連隊の連隊記念碑

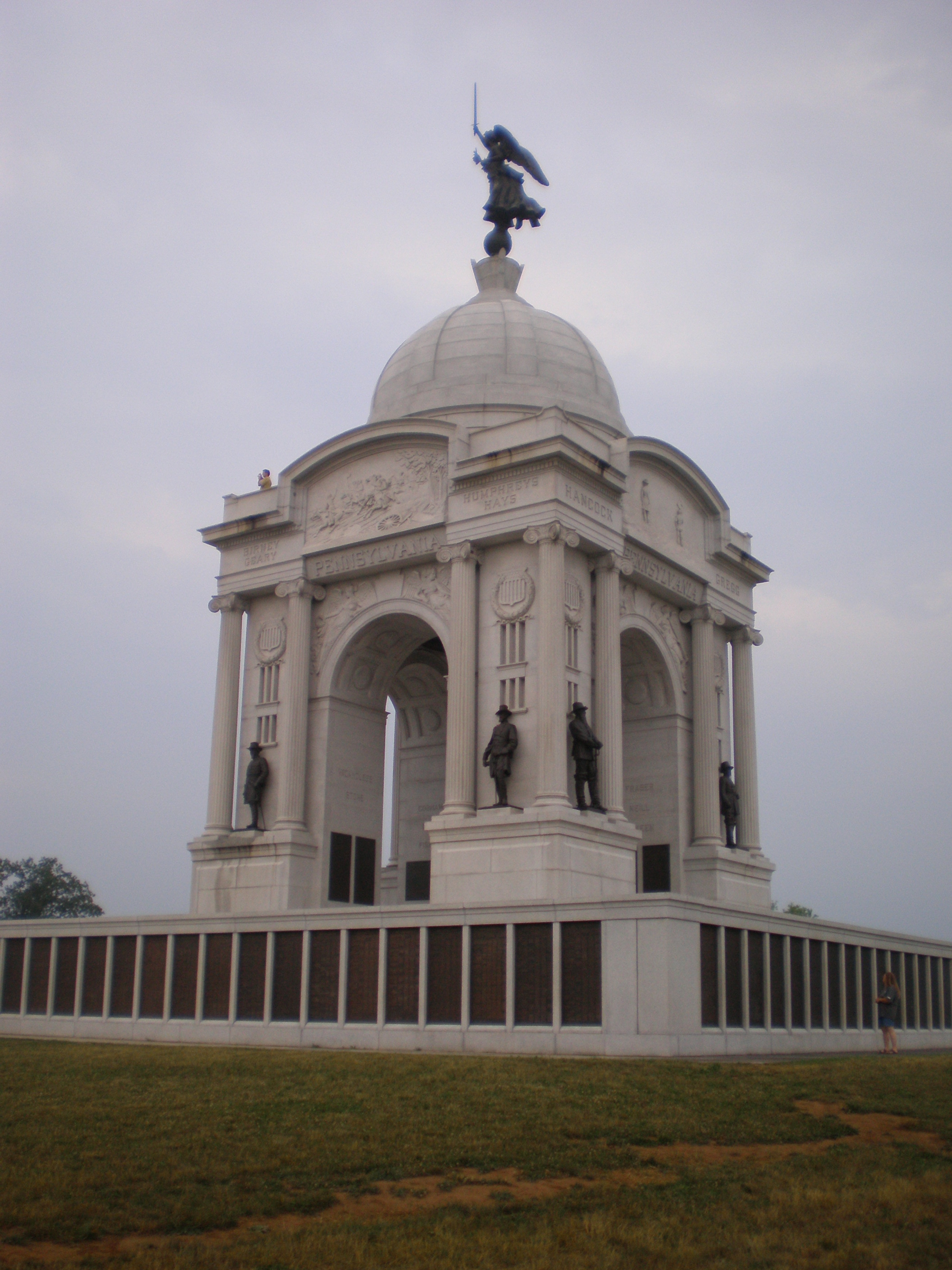
ペンシルベニア州記念碑、戦場にある最大の記念碑。頂部にある展望台には観光客も入れる

戦闘の様子を細かに記録する最初の試みはニューハンプシャー州の歴史家ジョン・B・バチェルダーによって行われた。バチェルダーは多くの死体が埋葬される前に戦場に到着し、快復中の士官達とともに重要な出来事の場所を特定しスケッチした1863年から1864年に掛けての冬には、北軍の連隊と大隊全ての士官達にインタビューした。戦後直ぐに49人の将軍を含む数多くの士官達に呼びかけて共に戦場を再訪した。
ゲティスバーグで南軍の騎兵将軍で、サウスカロライナ州知事かつ当時はアメリカ合衆国上院議員だったウェイド・ハンプトンが、1880年にバチェルダーを雇用する政府予算5万ドルを認めさせる提唱者となった。これは戦場の公式調査を行い、戦闘の主要な段階での軍隊の配置を示す詳細地図を作ることが目的だった。これらの地図は十分に決定的なものとはならなかったが、戦場に記念碑を据える場所を推薦するときに重要となった。
バチェルダーの戦闘に関する長々しい原稿は当時出版されなかった。インタビューした古参兵からの矛盾する主張を解決するのを躊躇っていたので、批評家はその原稿が矛盾や冗長さで一杯であると主張した。ほぼ同じ頃に陸軍省から「公式記録」が出版されたので、バチェルダーの作品は公園局でしまっておかれた。1990年代、この保管文書に大きな編集の荒療治が行われ、やっと出版された。
1894年6月7日、アメリカ合衆国議会はダニエル・シックルズが提案した陸軍省にゲティスバーグの土地を接収し保存できるようにする権限を与える法を成立させた。あらゆる種類の商業開発が進行中であり、多くの退役兵組織が戦場における自隊の行動を保存し記念する自発的努力を行っていた。戦場に初めて置かれた記念碑は1867年に国立墓地に置かれた第1ミネソタ歩兵連隊に献げられた大理石製壺だった。この勇敢な連隊は7月2日にセメタリーリッジで事実上全滅していた。墓地の外に初めて建てられた記念碑は1878年8月1日、リトルラウンドトップのストロング・ビンセントが致命傷を負った場所に、共和国グランド・アーミーのペンシルベニア州エリー支部が大理石製銘板でその名前を記念したものだった。

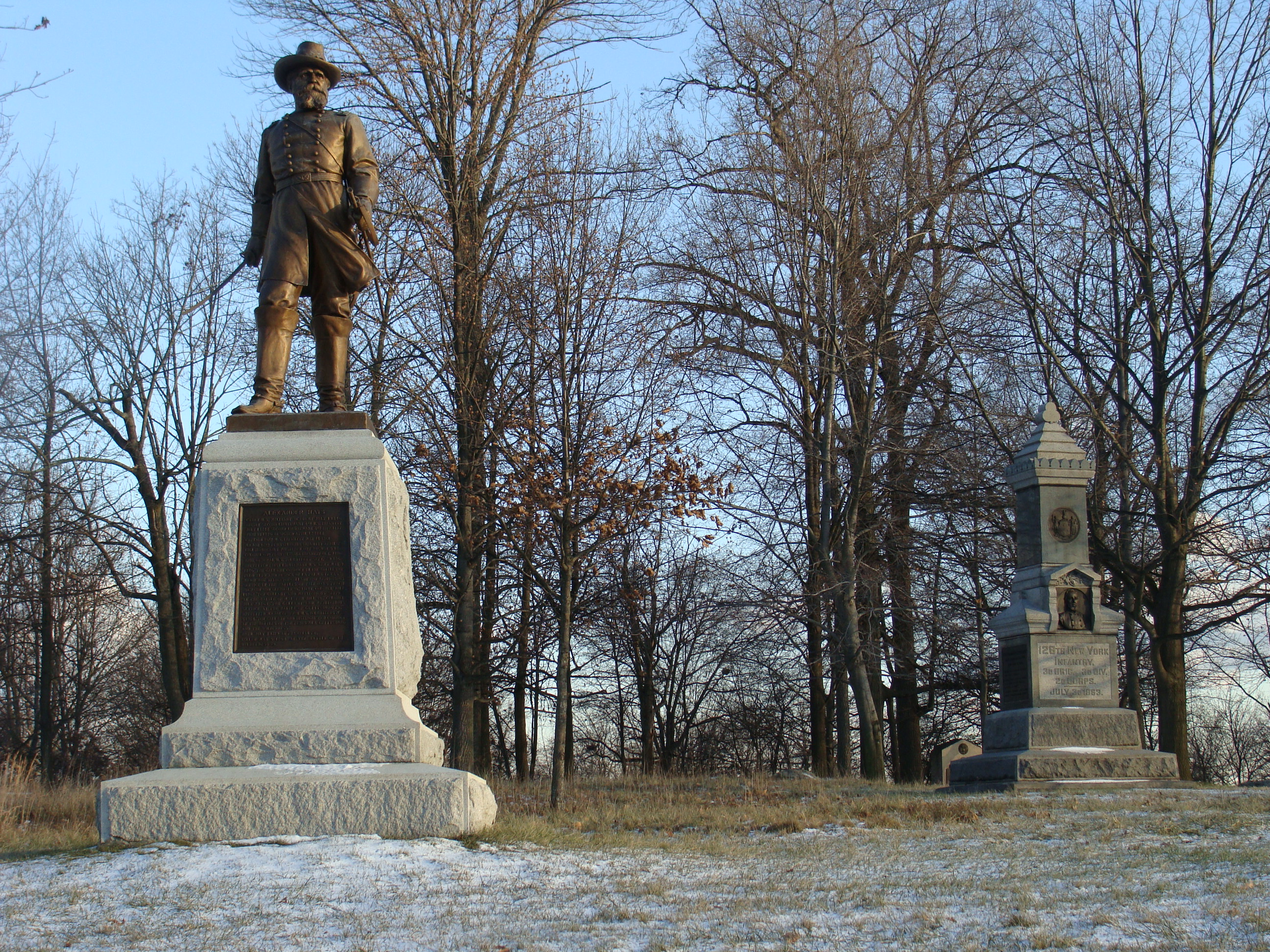
アレクサンダー・ヘイズの彫像

戦闘から25周年が近付くと、退役兵の団体が記念碑を建てることに力を入れ、多くの州政府も同様に行動を始めた。1890年までに、ゲティスバーグは世界中のどこにもないような青銅や御影石彫像の屋外大コレクションになった。北軍側では、事実上全ての連隊、大隊、旅団、師団および軍団が記念碑を持ち、概してその部隊が最も貢献した戦場の場所に置かれた（古参兵達が自分で判断した）。大半の連隊は境界標も置いてその防御前線の位置あるいは襲撃の開始線を示した。その位置は必ずしも決定的なものではなく、時には古参兵の誤った記憶によった場合もあれば、顕著な例としてセメタリーリッジの場合は同じ地域で複数の日に行われた戦闘を代表する試みから生じた問題のためでもあった。
南軍は北軍のものに比較して戦場にはほとんど記念碑を置かなかった。これには幾つかの理由があった。1つの理由は、北軍が戦った場所であり、南軍が守った場所ではない土地の保存に当初の重点が置かれたことだった。2つめは、北軍兵の協会である共和国グランド・アーミーがそのような記念碑に強く抵抗したことだった。南軍には独自の拘りがあった。もし北軍が南軍を破った場所に記念碑を置けば、それは北軍の勝利を称えることになるのではないか？ゲティスバーグに南軍兵のための記念碑を置きたいと思った南部人はレコンストラクションや戦災のために適当な金がなく、北軍古参兵がやったように連隊毎に記念碑を建てることが出来なかった。その代わりに元南軍兵は州毎の記念碑を建てた。北軍兵が守った地域内に建てられた南軍の記念碑は2つしかない。1つは7月3日にルイス・アーミステッドが到達した最高点である「アングル」近くの銘板である。2つめはカルプスヒルに立てられた第2メリーランド連隊に献げられた記念碑であり、同じ連隊名が既に北軍にもあったために当初の第1メリーランド連隊から改名されたものだった。この数の少なさは一部、バチェルダーが記念碑は戦闘の前線に建てられるべきであり、前線を外れると小さな前進標識のみを認めるという厳密な要求をしたためだった。
両軍のために陸軍省は多くの案内様青銅製銘板を立て、部隊名、指揮者およびその功績を記した。戦場には現在1,600以上の記念碑と標識がある。記念碑の幾つかは著名な彫刻家や芸術家によって制作されており、例えば、キャスパー・ブバール、ジェイムズ・E・ケリー、リー・ローリー、ランドルフ・ロジャーズ、サイラス・ドーリン、エドワード・ポッター、ジョン・クィンシー・アダムズ・ウォードおよびガットスン・ボーグラムがいた。

### 公園の設立
1895年2月11日、グロバー・クリーブランド大統領はダニエル・シックルズが提案した陸軍省にゲティスバーグ国立軍事公園を設立することを指示する法案に署名した。これはゲティスバーグ戦場跡記念協会から800エーカー (3.2 km2) の土地の所有権と300個の記念碑の譲渡を認めた。1933年、管轄権はアメリカ合衆国内務省の国立公園局に移され、現在に続いている。

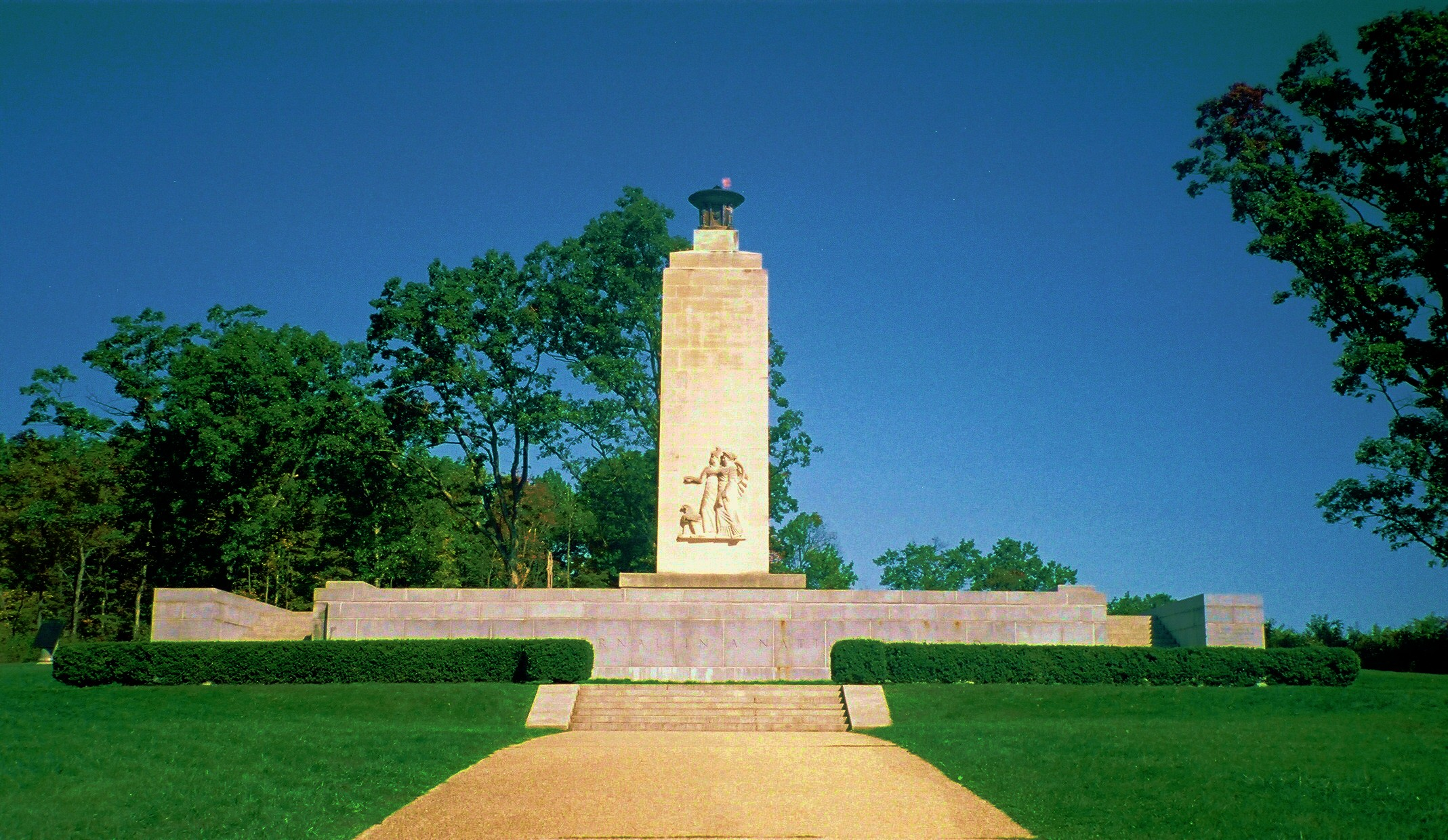
永遠の火平和記念碑

## 再会の集い
古参兵達は長い間に何度も戦場に戻ってきたが、この戦場で2回大きな再会の集いがあった。1913年のグレート・リユニオンと呼ばれる50周年の集いでは、共和国グランド・アーミーと南軍古参兵連合のあらゆる名誉の除隊を遂げた古参兵が招待された。5万人以上の者が招待を受け入れた。1913年7月3日のこの行事のハイライトは「アングル」の最高到達点に達したピケットの突撃再現であり、北軍生き残りからの友好の一杯に延ばされた手によって壁越しに合わされただけだった。
1938年の75周年では、戦争の古参兵で生きていると分かった者は8,000人に過ぎなかった。この中から1,845人の古参兵が出席できた。北部からは1,359人、南部からは486人だった。このうち65人のみが戦闘に参加していた。平均年齢は94歳であり、これらのお年寄りのために特別の手配をする必要があった。この再集合のハイライトは、7月3日の夜にフランクリン・ルーズベルト大統領によるオークヒルでの永遠の火の着火と、永遠の火平和記念碑除幕だった。

## 今日の戦場跡

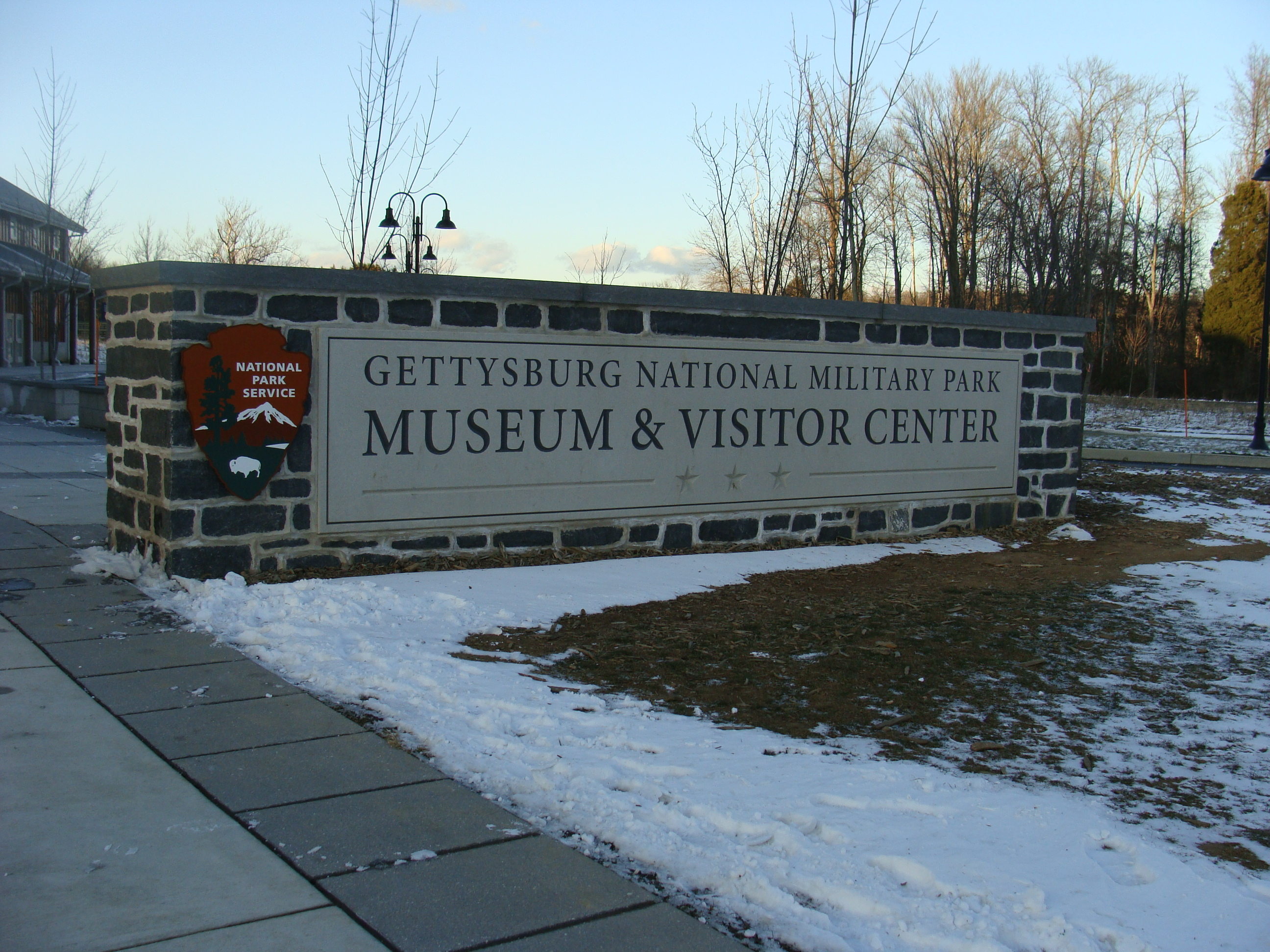
観光センター入り口

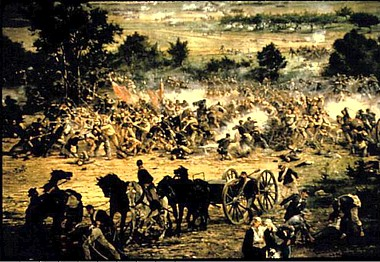
ゲティスバーグ・サイクロラマの一部

戦場跡は現在、ゲティスバーグ国立軍事公園として国立公園局が管理している。公園の土地6,000エーカー (24 km2)、道路30マイル (50 km)と1,400を越える記念碑や標識の維持と、毎年200万人の観光客を迎えることに加えて、国立公園局は観光センターとゲティスバーグ・サイクロラマと呼ばれる呼び物を運営している。これはフランス人画家ポール・フィリッポトーが1884年に完成させた巨大な360度の絵画である。2008年、この絵画が修復され、1863年に戦闘が起こったどの場所とも離れてハント・アベニューの新しいゲティスバーグ博物館および観光センターに移された。修復されたサイクロラマは2008年9月に公開された。国立公園局は国立軍事公園に隣接するアイゼンハワー国立歴史史跡も管理している。

今日ゲティスバーグを訪れる人は1863年当時よりも樹木の多い土地があることを見出す。国立公園局は戦場跡の一部を歴史通り樹木の無い状態に戻すとともに、また今は無くなった果樹や林を植え直す計画を進行中である。戦場公園を訪れる観光客のためにかなり多くの道路や施設も造られている。
ゲティスバーグ国立軍事公園の公式パートナーであるゲティスバーグ基金、およびその数多いゲティスバーグ友愛会が、国立公園局によるこの神聖な地域の保存を助けている。この基金は国立公園局と共同で働く非営利組織であり、ゲティスバーグの歴史史跡と継続する重要さを保存と理解を強化している。新しい博物館および観光センターは国立公園局と協力する基金が運営しており、2008年4月に開館した。南北戦争保存信託も戦場跡の保存のために動いてきた。

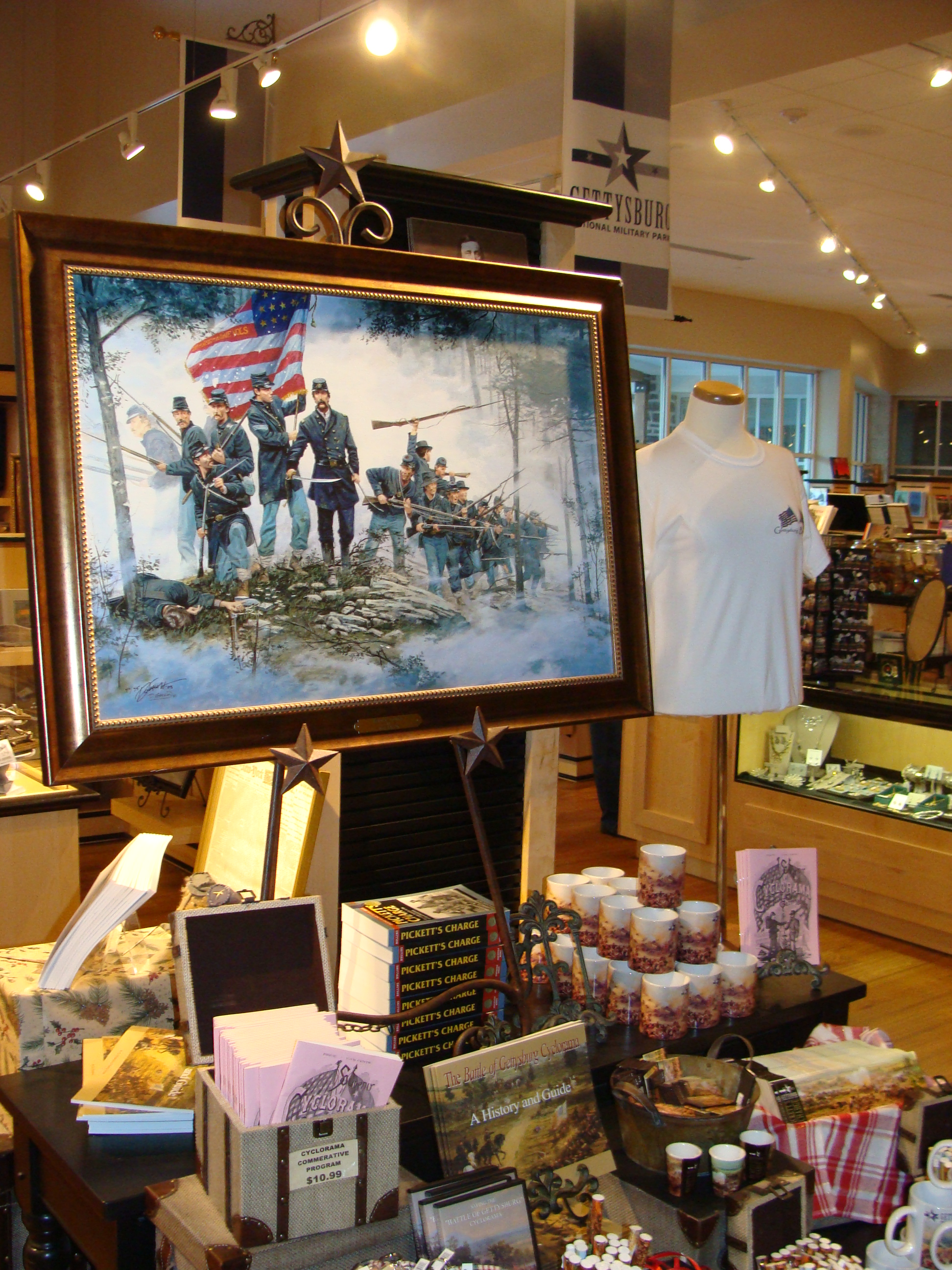
ゲティスバーグ博物館贈答品店

博物館にはこの場所の歴史的また政治的重要さを特徴付ける展示室がある。2つの劇場、マルティメディア資料センター、書籍および贈答品店、およびレストランも入っている。劇場では俳優モーガン・フリーマンがナレーションを吹き込んだ22分間のドキュメンタリー映画、『自由の新しい誕生』を上映しており、ゲティスバーグの戦いと周辺地域を紹介している。贈答品店は博物館入り口にあり、多くの本とお土産品がある。
1863年の戦場で幾らか大きな部分がゲティスバーグ国立軍事公園の一部となっておらず、（特に南軍の陣地跡）セメタリーヒル周辺の大半を含め、これらの多くは現代の開発で失われてきた。公園そのものの境界内にも、まだ小さな私有地が複数残っている。風景に関する地役権を土地所有者と交渉し、保存のための減税と取引されている。
「ゲティスバーグ歴史地区」は1975年に国定歴史史跡に登録された歴史地区のひとつである。これはゲティスバーグ国立軍事公園と重なるが、公園そのものが1966年10月15日に発効された最初の国定歴史史跡リストに載っていた。この地区には私有地や国有地も含まれている可能性がある。
2016年9月、ゲティスバーグ国立軍事公園は日本の岐阜県関ケ原町と「姉妹古戦場協定」を結んだ。これはゲティスバーグの戦いと関ヶ原の戦いがともに「内戦に終止符を打ち、平和をもたらした」事などが理由となっている。